# Lagunilla
|  | Per a altres significats, vegeu «Lagunilla (desambiguació)». |

Lagunilla és un municipi de la província de Salamanca a la comunitat autònoma de Castella i Lleó. Limita amb Aldeacipreste, El Cerro, Colmenar de Montemayor, Valdelageve, Sotoserrano i Zarza de Granadilla.

## Demografia
| 1991 | 1996 | 2001 | 2004 |
| ---- | ---- | ---- | ---- |
| 772  | 684  | 609  | 579  |